# Arc de triomphe (Montpellier)
Pour les articles homonymes, voir Arc de triomphe (homonymie).
L’arc de triomphe de Montpellier est un monument érigé en 1691 par Augustin-Charles d'Aviler, architecte de la province du Languedoc, sur des dessins effectués par François II d'Orbay.
Cette porte d'apparat symbolise la puissance de la royauté pour accéder à la statue équestre dédiée à la gloire du roi Louis XIV. Elle s'inspire fortement de celle de Saint-Martin à Paris[réf. nécessaire].
L'arc de triomphe fait partie de la promenade du Peyrou qui est classée monument historique en 1954.

## Généralités, dimensions
La construction de l'Arc de triomphe de Montpellier coûta à la ville 11 850 livres. Construit sur un des points les plus hauts de la ville à une altitude de 52 mètres, il donnait accès au Puy d'Arquinel, lieu « pierreux » appelé Peyrou. Avant sa construction, un pont-levis permettait de franchir un fossé qui délimitait les remparts de la « commune clôture ». Il y a aujourd'hui un pont de pierre de 28 mètres de large remplaçant cet ouvrage. Bien que plus petit que la porte Saint-Martin de Paris, il mesure tout de même 15 mètres de haut et 18 mètres de large. Son portique a une ouverture de 4,70 mètres et une hauteur de 7 mètres. Il a fallu pour sa construction l'extraction de plus de 120 m3 de pierres, pour la plupart venant des garrigues, notamment les carrières, des environs de Montpellier et de Pignan, Saint-Jean-de-Védas, Pondres (sur la commune de Villevieille) ou encore Saint-Geniès-des-Mourgues.
L'Arc de triomphe du Peyrou a été construit par l'architecte Augustin-Charles d'Aviler d'après les dessins de François d'Orbay. Philippe Bertrand a réalisé en 1694 quatre bas-reliefs en forme de médaillons, deux qui regardent la ville représentant la jonction des deux mers par le canal royal de Languedoc et la destruction de l'hérésie, deux côté campagne faisant allusion aux victoires du roi.

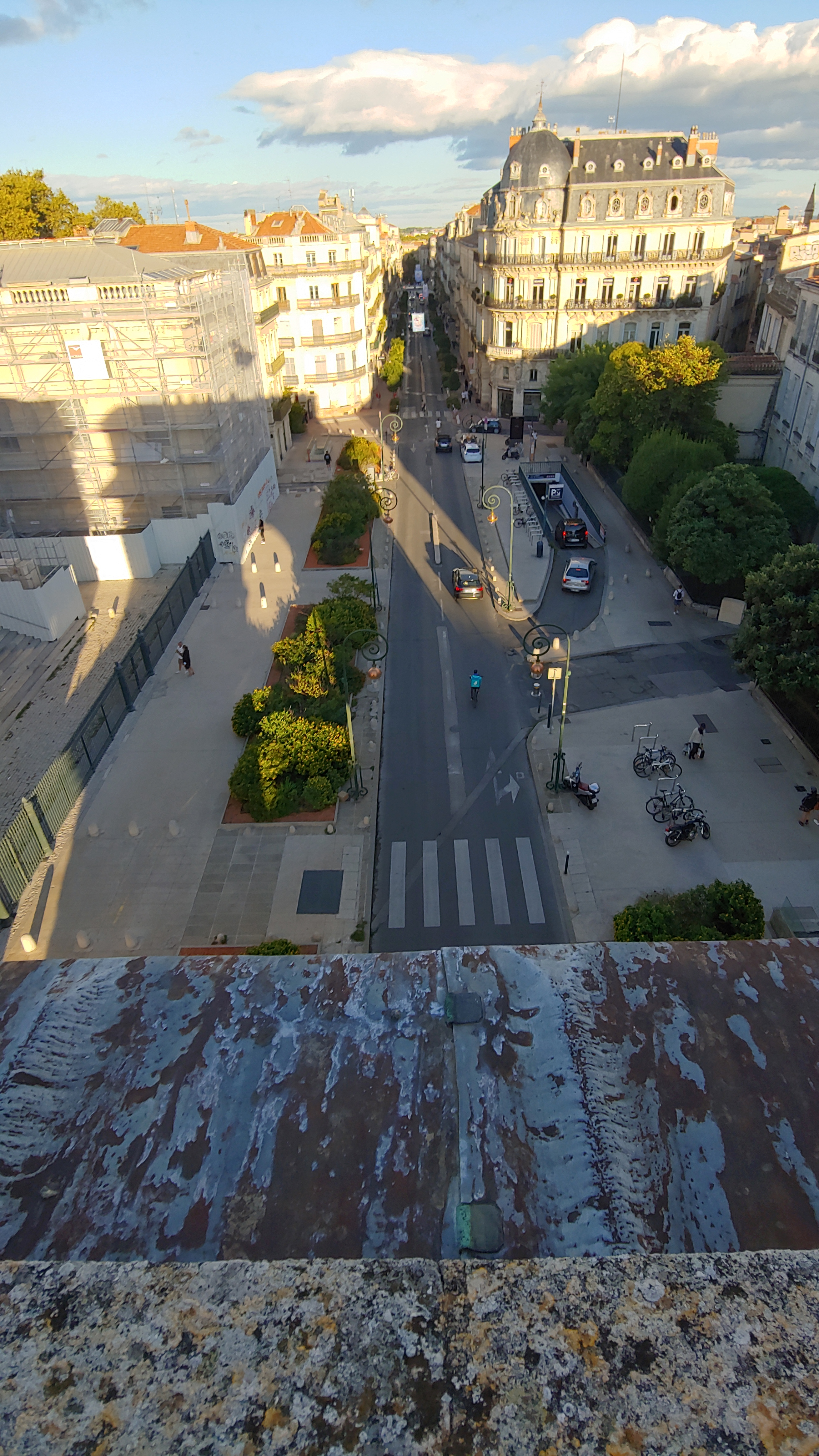
L'avenue Foch vue de l'arc de Triomphe.
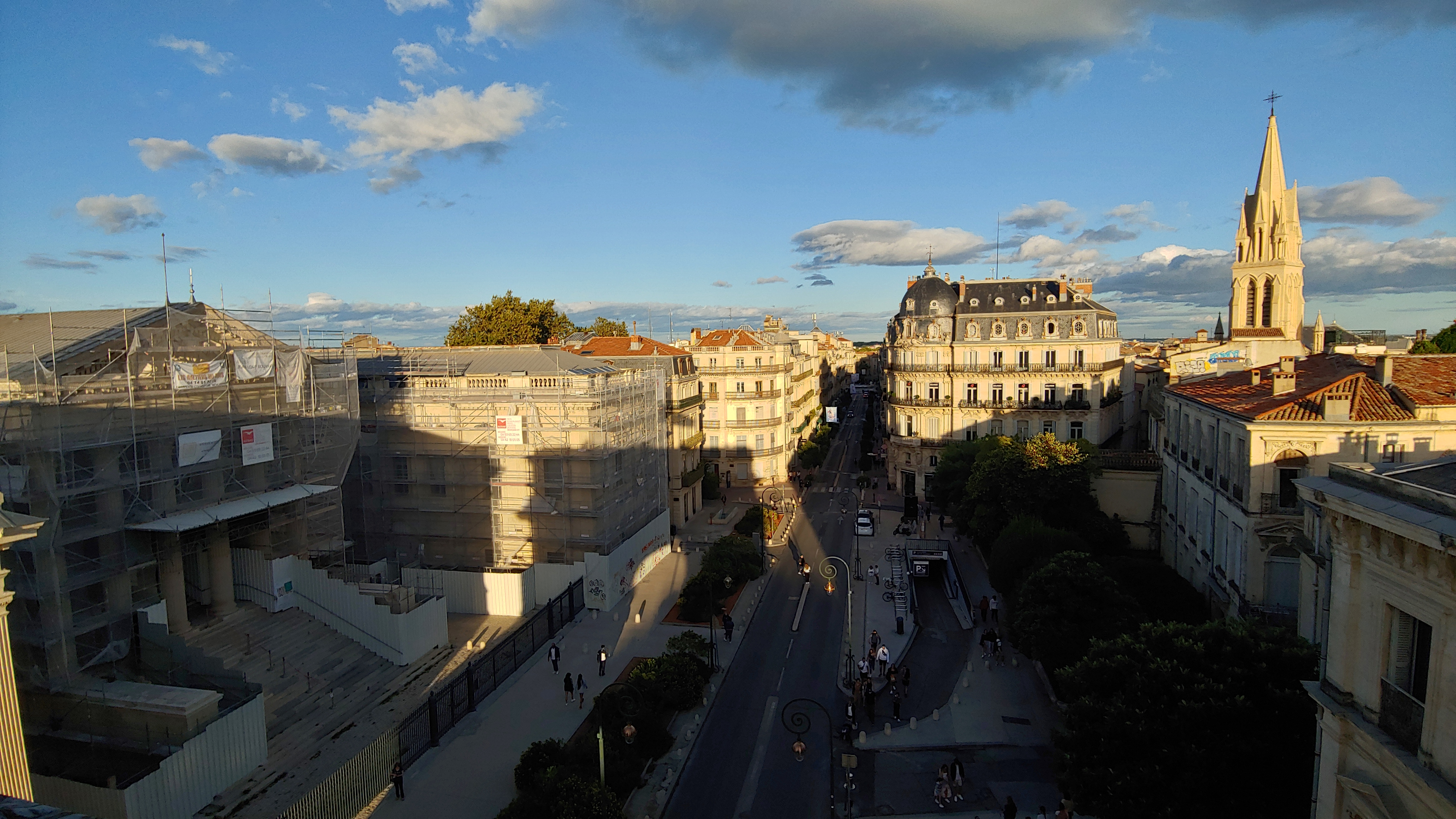
L'avenue Foch vue de l'arc de Triomphe.
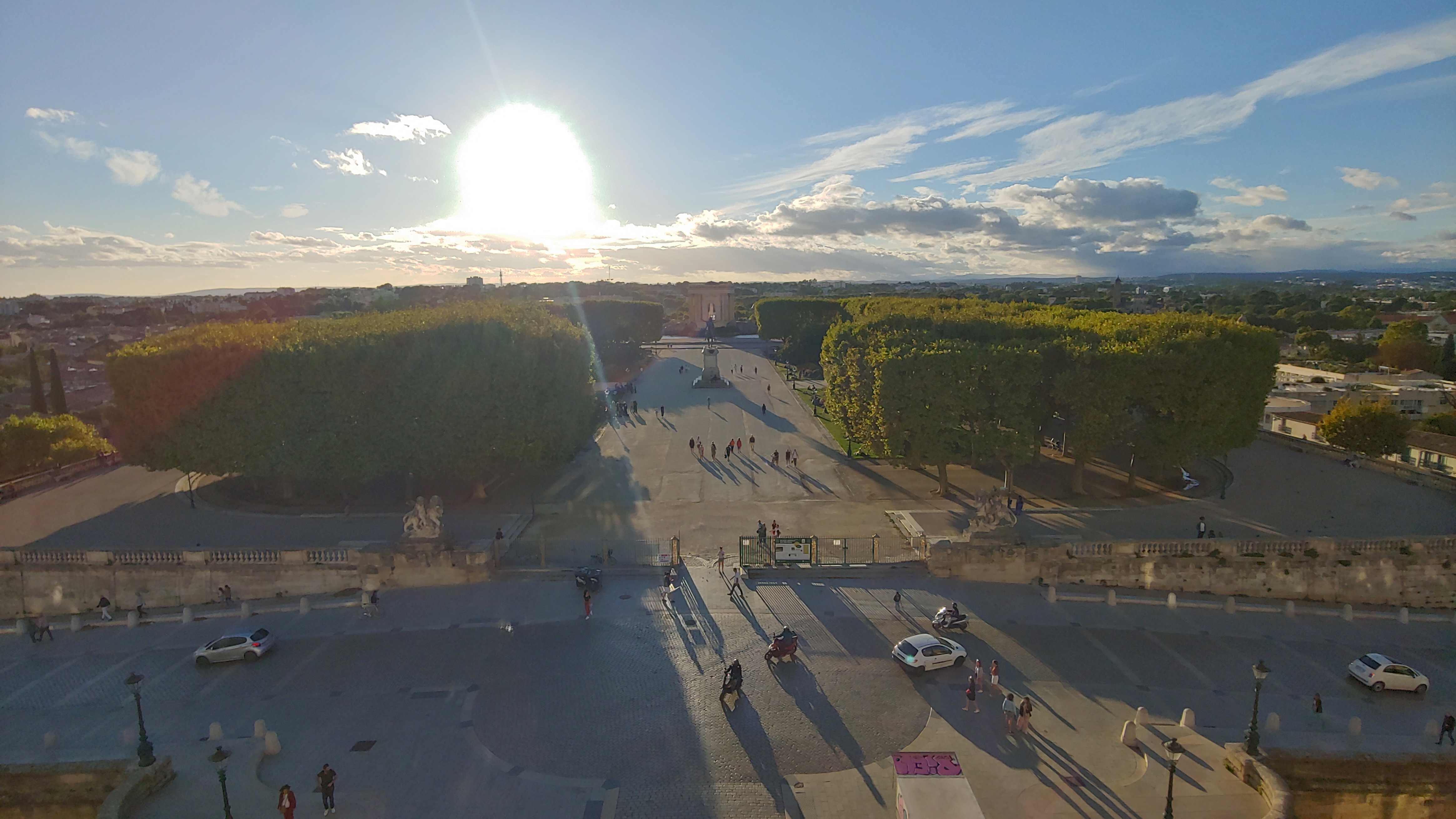
La place du Peyrou vue de l'arc de Triomphe.

## Dédicace

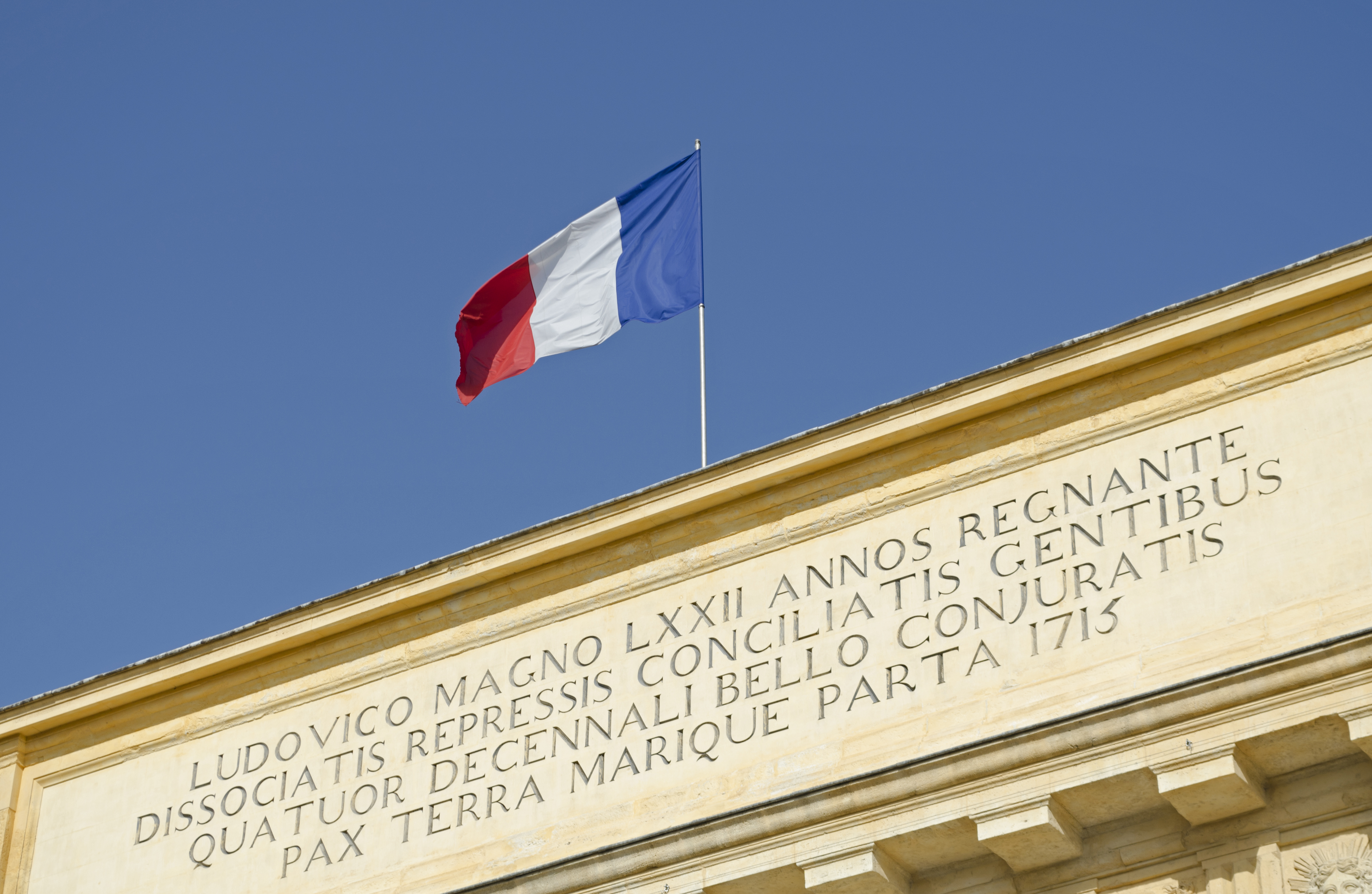
Détail des inscriptions de l'arc de triomphe.

Cet arc de triomphe porte l'inscription suivante : 
« Ludovico magno LXXII annos regnante dissociatis repressis conciliatis gentibus quatuor decennali bello conjuratis pax terra marique parta 1715 », ce qui se traduit par : « Louis le Grand, dont le règne dura soixante-douze ans, a apporté la paix sur terre et sur mer après avoir séparé, contenu et s'être attaché à des peuples alliés dans une guerre de quarante années ».
À noter la présence de quatre médaillons allégoriques à la gloire du « Grand » roi dont celui représentant la révocation de l'Édit de Nantes. Accordé par son Grand-père le roi Henri IV, cet édit avait assuré une certaine liberté religieuse aux protestants entre 1598 et 1685, puis Louis XIV le révoqua, épisode tragique et douloureux tant sur le plan local que national.